# Melania Trump
Melania Trump, ursprungligen Melanija Knavs, född 26 april 1970 i Novo mesto i Jugoslavien (i nuvarande Slovenien), är en slovensk-amerikansk affärskvinna, designer och tidigare fotomodell. Som fotomodell var hon verksam i Milano, Paris och New York. Hon har studerat arkitektur vid Ljubljanas universitet. Sedan 2005 är hon gift med Donald Trump. Paret har sonen Barron tillsammans.
Som gift med Donald Trump har hon varit USA:s första dam 2017–2021 och blev det igen 2025. Hon och Louisa Adams är de enda första damerna i USA:s historia som är födda utomlands.
Som första dam under makens första mandatperiod arbetade hon genom initiativet "Be Best" med att bidra till att förbättra barns välbefinnande, bekämpa nätmobbning bland barn på sociala medier och bekämpa drogberoendet av opioider.
Hon är 180 cm lång och tillhör därmed de längsta första damerna i USA:s historia, tillsammans med Michelle Obama och Eleanor Roosevelt som var lika långa. Religiöst bekänner hon sig till katolicismen, vilket gör henne till den första katoliken i Vita huset sedan John F. Kennedy och hans fru Jackie.

## Biografi

### Tidigt liv
Melania Trump föddes i Krain i Jugoslavien. Hennes far, Viktor Knavs, kommer från Radeče i östra Slovenien (då delrepublik i Jugoslavien under namnet socialistiska republiken Slovenien). Hennes mor Amaljia Knavs (1945–2024), född Ulčnik, kommer från Raka i östra S.R. Slovenien. Fadern arbetade som bilhandlare och modern på en textilfabrik. Hon växte upp under enkla förhållanden med sina föräldrar och sin äldre syster Ines i en lägenhet i Sevnica. Hon har även en äldre halvbror, Denis Cigelnjak på faderns sida, vilken hon aldrig har träffat.
När hon var i tonåren flyttade familjen till Ljubljana. Under gymnasietiden studerade hon ett program med designinriktning. Hon bedrev sedan akademiska studier vid Ljubljanas universitet, där hon läste arkitektur i två terminer.
Hon är flerspråkig: förutom modersmålet slovenska talar hon även flytande serbokroatiska, engelska, franska, italienska och tyska.

### Karriär

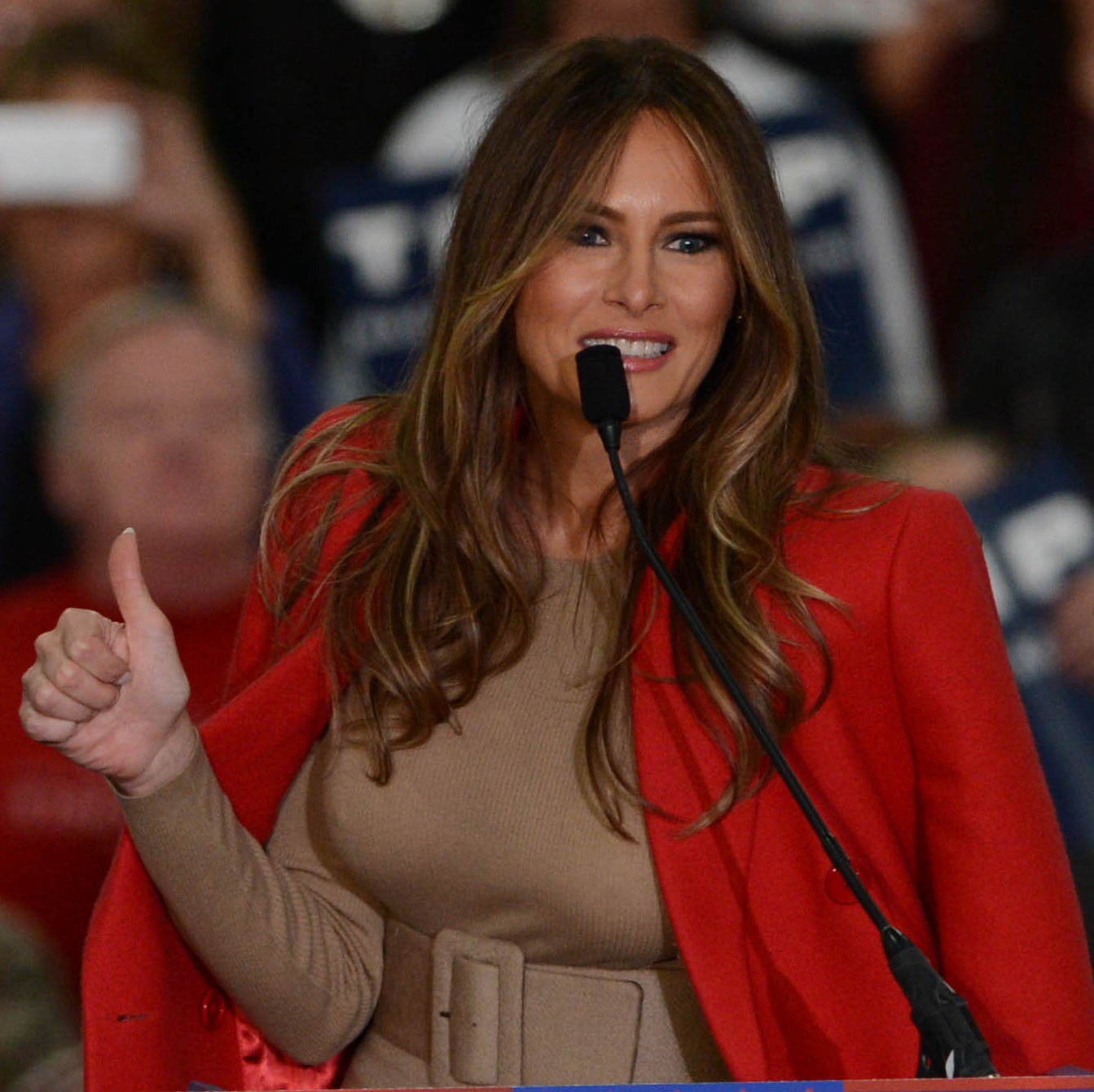
Melania Trump i november 2015 under Donald Trumps presidentkampanj.

Melania Trump började arbeta som fotomodell 1986, då hon var 16 år gammal, för fotografen Stane Jerko i hemlandet Slovenien. Två år senare värvades hon till en modellagentur i Milano i Italien. Parallellt med detta studerade hon arkitektur i ett år vid Ljubljanas universitet. År 1989 valde hon att hoppa av de akademiska studierna för att istället bosätta sig i Milano och satsa på fotomodellkarriären. Hon ändrade stavningen på sitt efternamn Knavs till den tyska varianten Knauss i samband med detta. Hon kom på andraplats i Jana Magazines tävling "Look of the Year" 1992. I början av 1990-talet bodde hon i Paris i Frankrike och arbetade som fotomodell där. Hon bodde i en lägenhet i närheten av Notre-Dame de Paris, som hon delade med den svenska fotomodellen och vännen Victoria Silvstedt.
Efter ett par år i Paris flyttade hon 1996, då 26 år gammal, till USA för att arbeta som fotomodell för Paolo Zampollis modellagentur ID Models i New York. Hon medverkade bland annat på omslagen till nummer av magasinen Harper's Bazaar, Ocean Drive, In Style, New York Magazine, Avenue, Allure, Vanity Fair, Vogue, GQ och Sports Illustrated Swimsuit Issue. Hon deltog även som "Miss February" i FHM Magazines kalender 2001.
Under 2010-talet började hon driva företag. Hon startade sitt eget smyckesföretag Melania Timepieces & Fashion i februari 2010. Hon startade även ett eget hudvårdsmärke vid namn Melania Caviar Complexe C6.
Melania Trump har även varit verksam som filantrop. Ett av hennes större projekt inom detta område genomförde hon under 2010 då hon var ordförande för American Heart Association, som under det året samlade in 1,7 miljoner dollar till forskning.

### Äktenskap med Donald Trump
Melania Trump är främst känd för sitt äktenskap med Donald Trump. Under modeveckan i New York i september 1998 mötte hon Donald Trump för första gången på en fest anordnad av Paolo Zampolli på Kit Kat Club (nuvarande Stephen Sondheim Theatre) på Times Square. Han var då fortfarande gift, men låg i skilsmässa, med Marla Maples. Parets förhållande började få uppmärksamhet 1999 efter en intervju på The Howard Stern Show.
Paret förlovade sig 2004 och gifte sig den 22 januari 2005 i Bethesda-by-the-Sea Episcopal Church i Palm Beach i Florida. Hennes brudklänning var designad av John Galliano från modehuset Christian Dior SA. På bröllopet deltog 450 gäster, varav tre från Slovenien och flera amerikanska celebriteter, bland andra Rudy Giuliani, Matt Lauer, Heidi Klum, Shaquille O'Neal, Barbara Walters, Simon Cowell, Bill Clinton och Hillary Clinton. Festen ägde rum på Trumps gods Mar-a-Lago och artister som Billy Idol och Elton John stod för underhållningen.
Den 20 mars 2006 fick paret sonen Barron William Trump. Samma år blev Melania Trump amerikansk medborgare.

## USA:s första dam (2017–2021)

### Valkampanj och tillträde

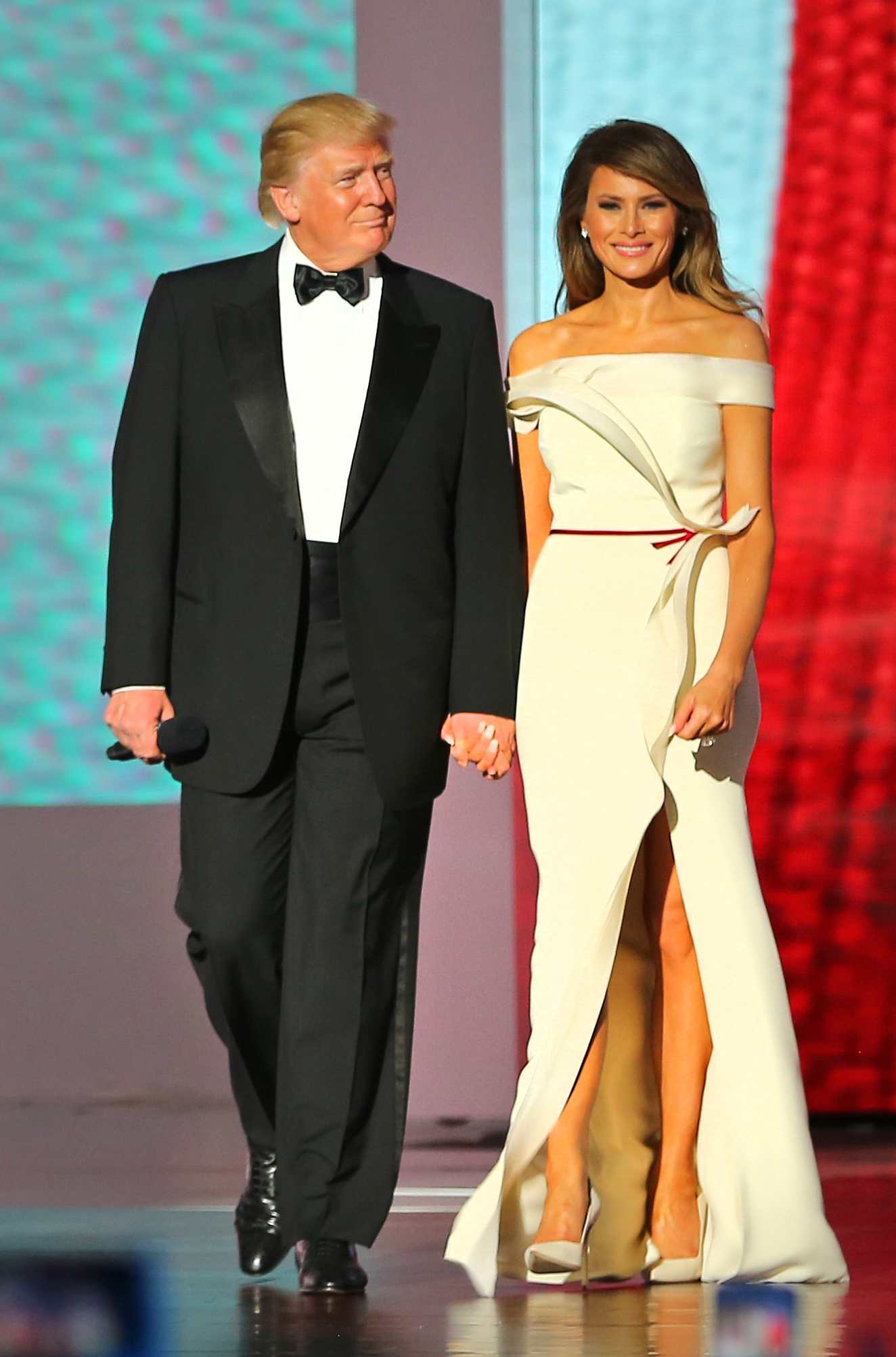
Melania Trump med sin make Donald Trump den 20 januari 2017.

Melania Trump tillträdde som USA:s första dam den 20 januari 2017, då hennes make Donald Trump installerades som USA:s 45:e president efter att han den 8 november 2016 fått en majoritet av elektorerna i presidentvalet 2016.
Förutom ett par tal till stöd för sin makes presidentkandidatur spelade Melania Trump en relativt liten offentlig roll i makens presidentkampanj 2016. Det mest uppmärksammade talet till stöd för sin make höll hon den 18 juli 2016, under den första dagen av republikanernas nationella konvent i Quicken Loans Arena i Cleveland i Ohio. Detta tal fick stor uppmärksamhet i nyhetsmedia eftersom en del av talet ordagrant liknade en del av ett tal som Michelle Obama höll vid sin make Barack Obamas kampanj i samband med presidentvalet 2008.
Melania Trump är den andra första damen i USA:s historia (tidigare även John Quincy Adams fru Louisa Adams) som är född utomlands och den första som inte är född som amerikansk medborgare, dock var de första presidentfruarna födda innan USA existerade. Hon är den enda första damen som inte haft engelska som modersmål och den första som kan tala fler än två språk flytande.
I en intervju med The New York Times 1999 fick hon frågan hur hon skulle vara som USA:s första dam svarade hon bland annat att hon skulle vara "väldigt traditionell, som Betty Ford eller Jackie Kennedy." Intervjun ägde rum i samband med att hon deltog i makens presidentkampanj för Reform Party i presidentvalet 2000. Under makens presidentkampanj 2016 meddelade hon i en intervju med CNN hösten 2016 att hon som USA:s första dam önskar fokusera på att hjälpa barn och kvinnor. Hon uttryckte även hur hon vill hjälpa till att bekämpa nätmobbning, särskilt bland barn, och berättade hur hon själv har slutat att använda sociala medier på grund av näthat och påhopp.

### Tiden som första dam

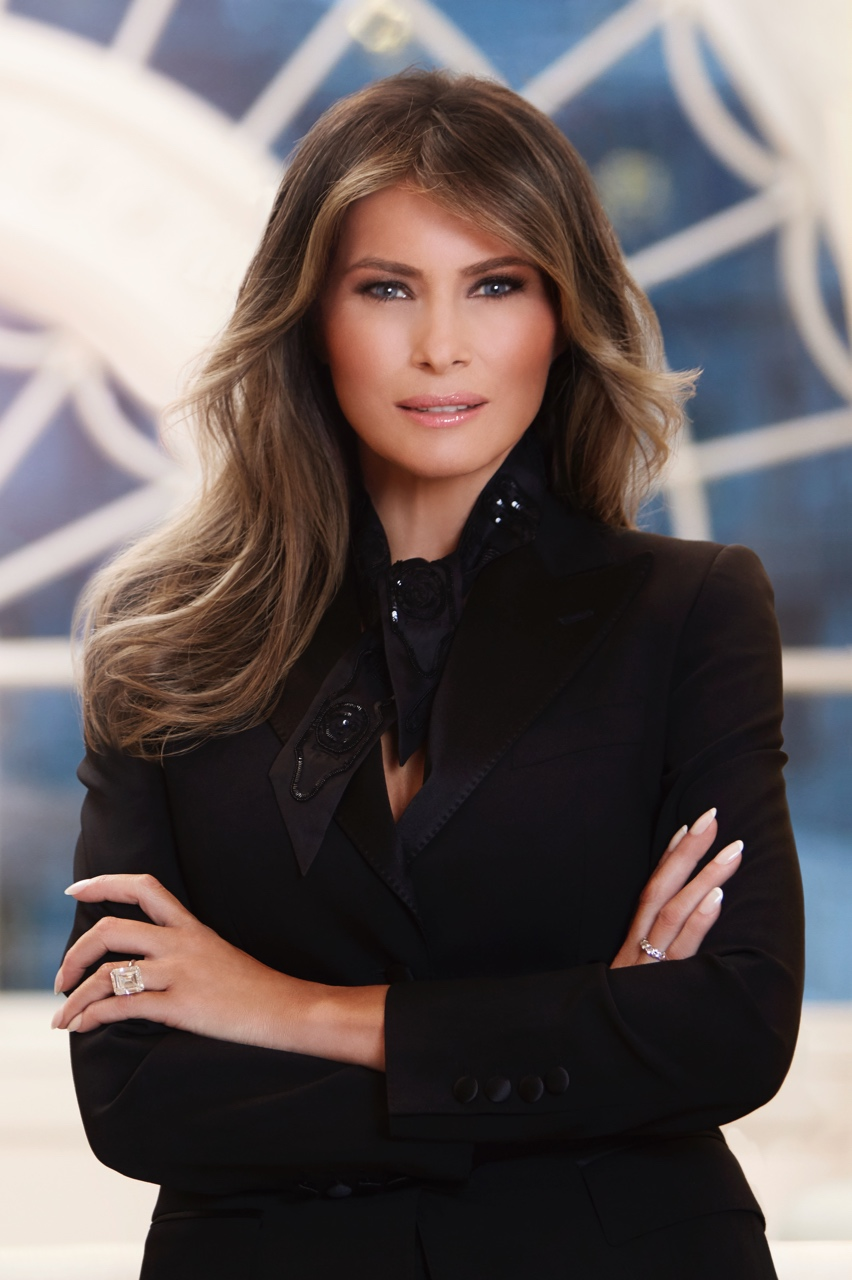
Melania Trumps officiella porträtt från 2017.

Efter presidentinstallationen blev Melania Trump snabbt en modeikon och modetidningar började skriva om hennes garderob. Vogue har jämfört henne med de tidigare första damerna Jacqueline Kennedy och Nancy Reagan.
Den första tiden bodde Melania Trump inte med maken Donald Trump  i Vita huset i Washington D.C., utan stannade i Trump Tower i New York med sonen Barron för att han skulle få gå klart den pågående terminen i samma skola. Den 11 juni 2017 flyttade hon och sonen Barron in i Vita huset. Hon utsåg Lindsay Reynolds till sin stabschef och närmaste rådgivare under tiden i Vita huset. Sammanlagt bestod hennes stab av nio personer, vilket är mindre än tidigare första damer.
Hon gjorde sitt första offentliga framträdande som första dam den 2 maj 2017, när hon besökte barn på sjukhuset NewYork–Presbyterian Hospital i New York. Under besöket läste hon för barnen ur barnboken "Oh, the Places You’ll Go" av Dr Seuss, för att uppmärksamma barnen om National Read Across America Day och uppmuntra till läsning och utbildning. På internationella kvinnodagen den 8 mars 2017 arrangerade hon sitt första event i Vita huset. Under eventet höll hon ett tal där hon särskilt talade om jämställdhet mellan kvinnor och män, vikten av utbildning och sitt eget liv som kvinnlig immigrant i USA.
I maj 2017 genomförde presidentparet Trump sin första utlandsresa under presidenttiden. Utlandsvistelsen började i Riyadh i Saudiarabien, där paret mottogs av Saudiarabiens kung Salman bin Abdul Aziz. Dagen därpå fortsatte resan till Israel för bilaterala möten. Under förmiddagen den 22 maj 2017, i samband med vistelsen i Israel, blev Donald Trump den första sittande presidenten och Melania Trump den första sittande första damen att besöka Västra muren i Jerusalem.
Hon planerade presidentparets första statsmiddag i Vita huset, som ägde rum den 23 april 2018, då Frankrikes president Emmanuel Macron och första dam Brigitte Macron var på besök. Dagen före statsmiddagen umgicks hon med Brigitte Macron och besökte en utställning med verk av Paul Cézanne på National Gallery of Art. Efteråt uttryckte Brigitte Macron i nyhetsmedier att hon etablerat en nära vänskap med Melania.
Melania Trump lades in på sjukhus den 14 maj 2018 efter en tids njurproblem och godartade förändringar på njuren. Hon genomgick en emboliseringsprocedur utan komplikationer men var tvungen att stanna på sjukhus i drygt en vecka.

#### Samhällsengagemang
Under vintern 2017 och våren 2018 arbetade Melania Trump med sitt kommande initiativprogram "Be Best". I mars 2018 höll hon möten med representanter från företag som Amazon, Facebook, Google, Snap och Twitter för att diskutera nätmobbning och säkerhet. Syftet med initiativprogrammet "Be Best" är att bidra till att förbättra barns vardag och livsvillkor. Fokus ligger på barns välbefinnande, att bekämpa nätmobbning bland barn och unga på sociala medier samt att bekämpa drogberoendet av opioider i USA. Det lanserades officiellt den 7 maj 2018, då hon höll en pressträff tillsammans med sin make.
I oktober 2018 genomförde hon en längre resa till Afrika. Detta var hennes första internationella resa som första dam utan sin make. Hon besökte familjer i Ghana, Malawi, Kenya och Egypten.

#### Popularitet
Melania Trump var den näst mest beundrade kvinnan i världen bland amerikaner i Gallups mätning 2019, och den mest beundrade kvinnan som inte är född i USA. Endast Michelle Obama var mer beundrad. År 2018 i samma mätning var Melania den fjärde mest beundrade kvinnan i världen bland amerikaner.

## Kontroversfrågor
Enligt uppgift – med anknytning till makens politiska utspel mot illegala invandrare i USA – fick Melania Trump amerikanskt inresevisum som Melanija Knavs från Slovenien den 27 augusti 1996 och arbetsvisum den 18 oktober samma år. AP har påstått sig ha dokument som påvisar att hon mellan den 10 september och 15 oktober arbetade illegalt i USA.
Den 1 september 2016 stämde Melania Trump brittiska tabloiden Daily Mail efter att den publicerat falska uppgifter om att hon skulle ha arbetat som prostituerad under 1990-talet i Italien. Daily Mail drog därefter tillbaka artikeln och publicerade en ursäkt för de felaktiga uppgifterna. De betalade även 2,9 miljoner dollar för att få till en förlikning i fallet.

## Bildgalleri

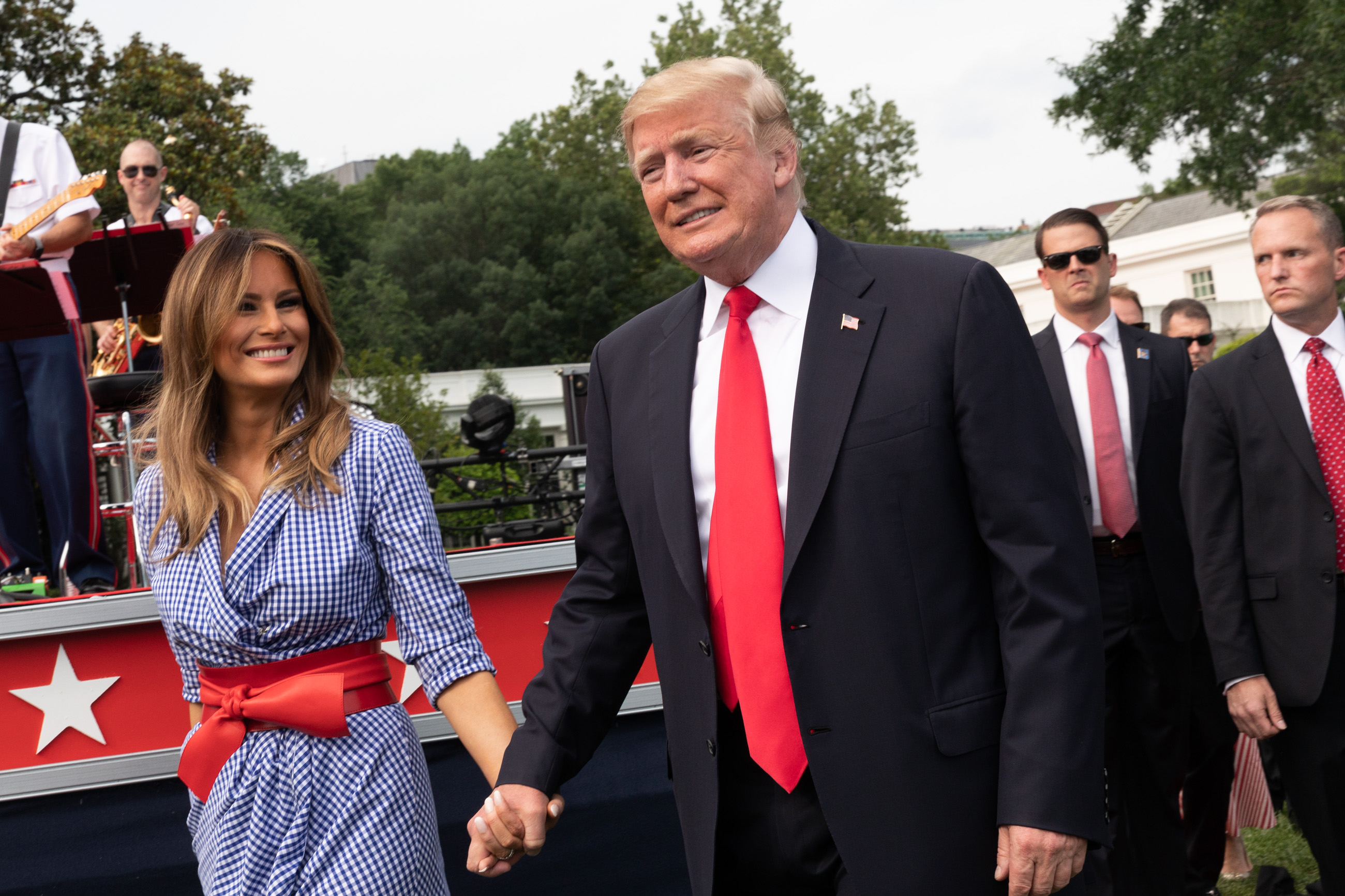
Presidentparet Trump under nationaldagsfirandet 2018 i Washington, D.C..
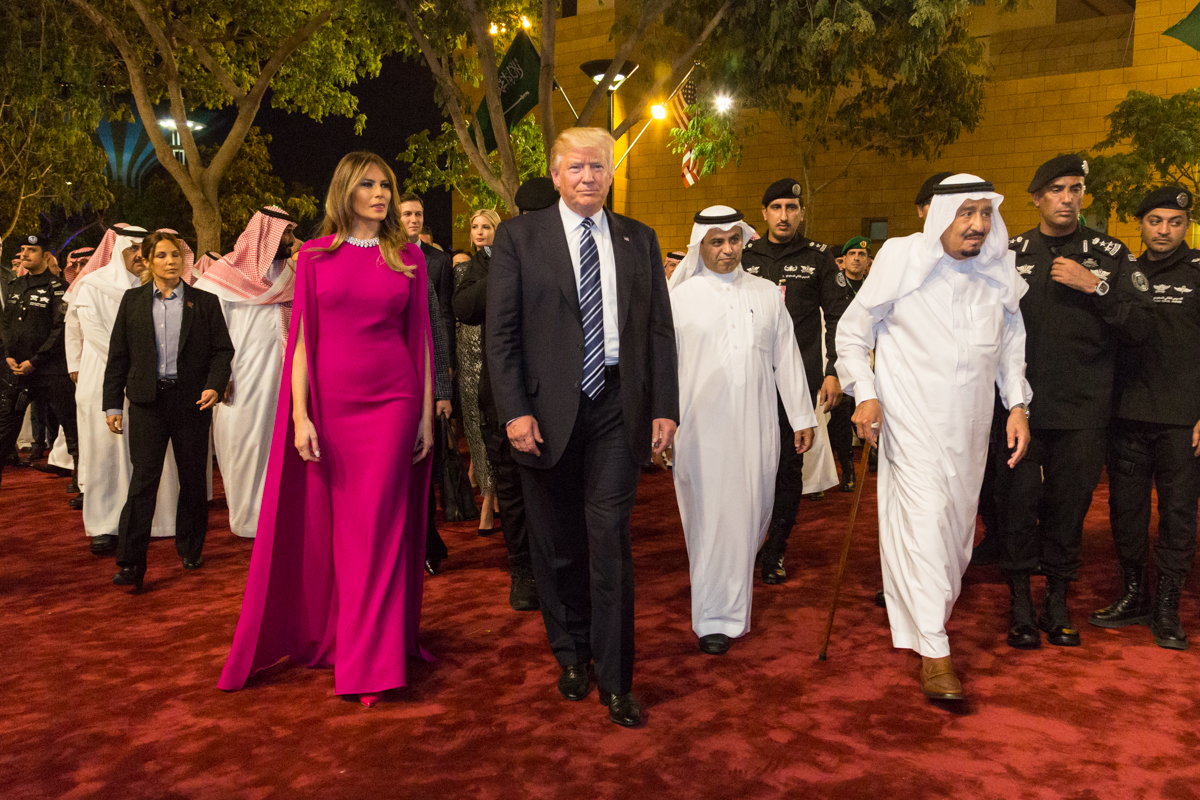
Presidentparet Trump på besök i Saudiarabien, 2017.
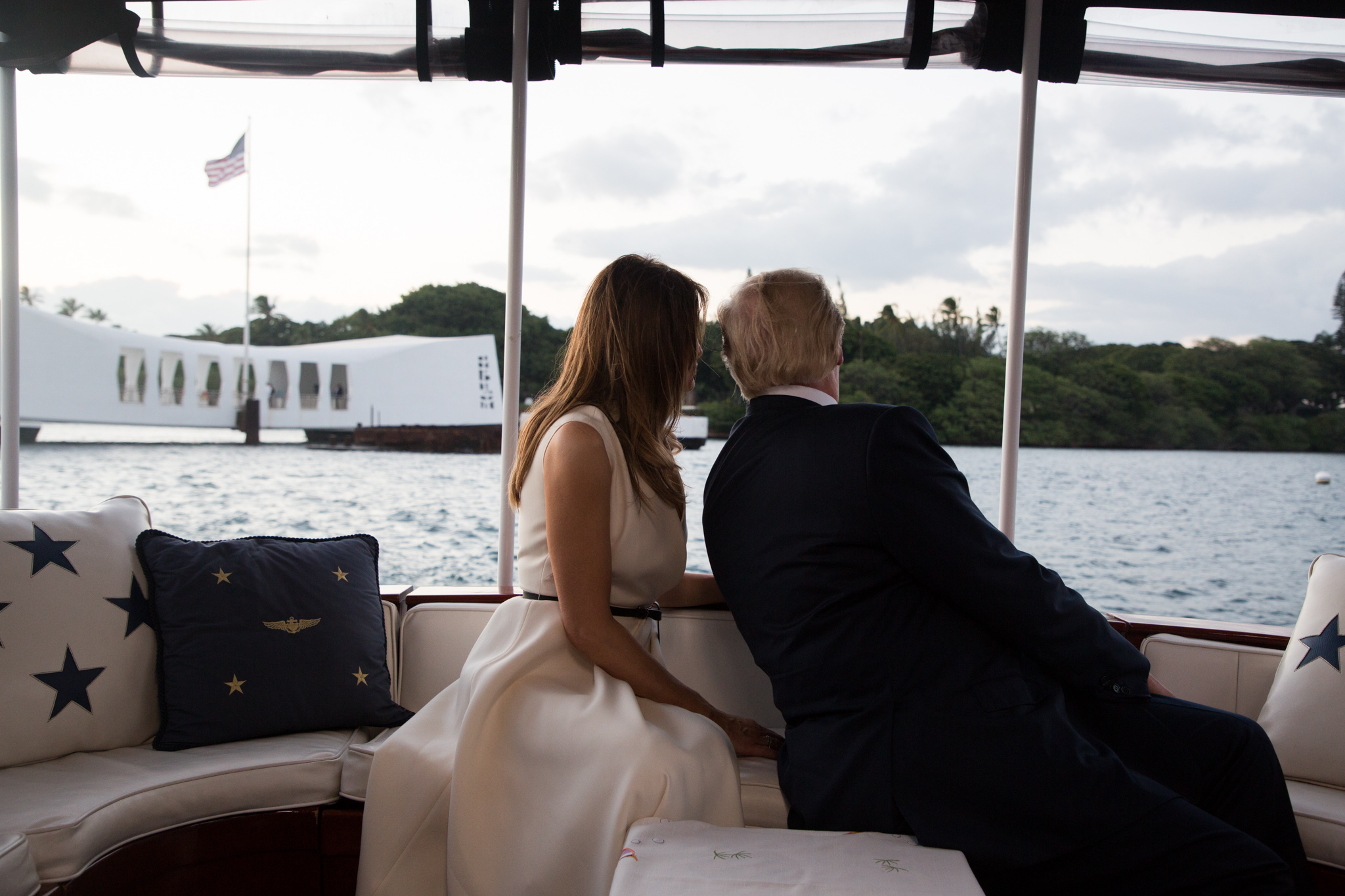
Presidentparet Trump under ett besök på Hawaii, 2017.
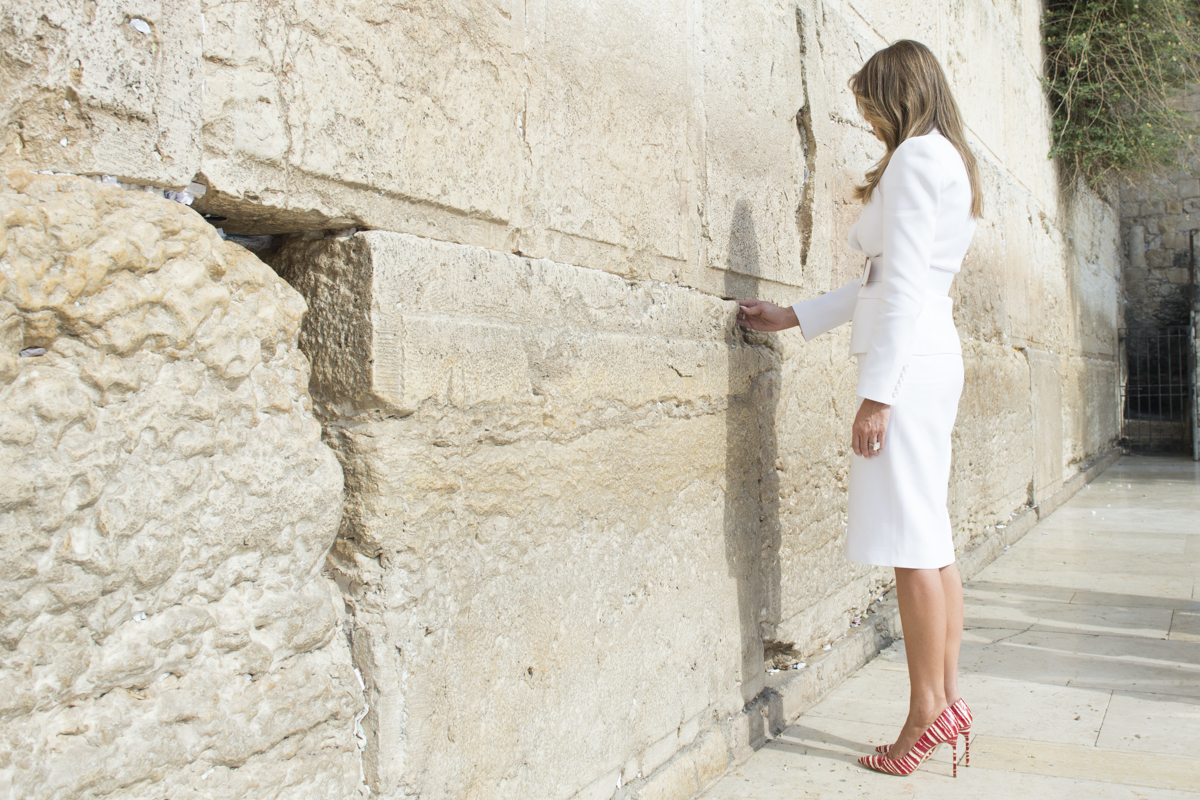
Melania Trump besöker Västra muren i Israel, 2017.
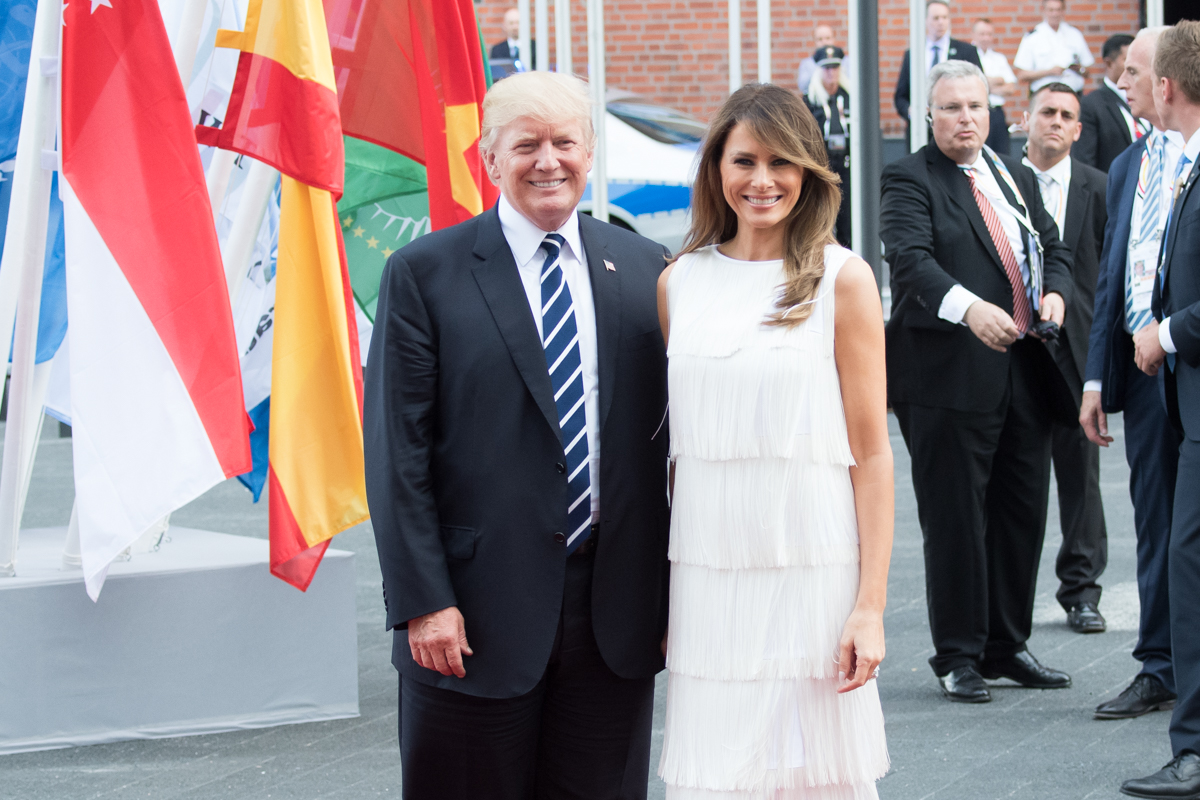
Presidentparet Trump vid G20-toppmötet i juli 2017.
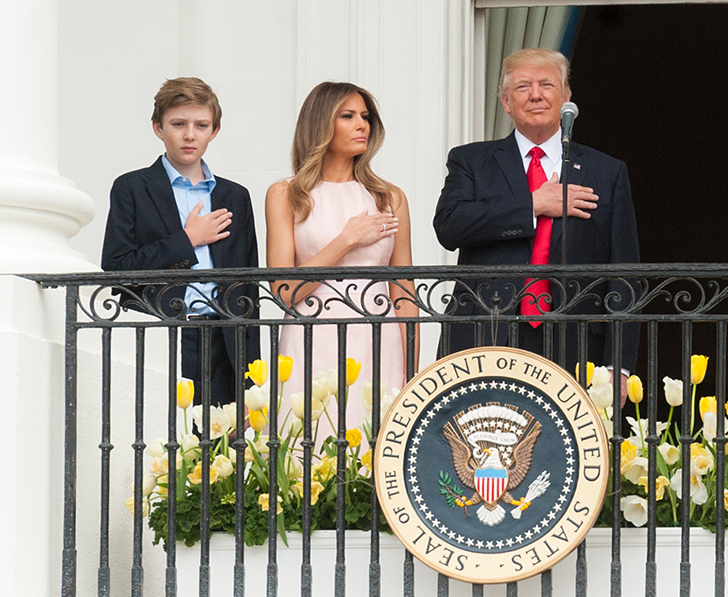
Melania Trump med sonen Barron och maken Donald Trump, 2017.
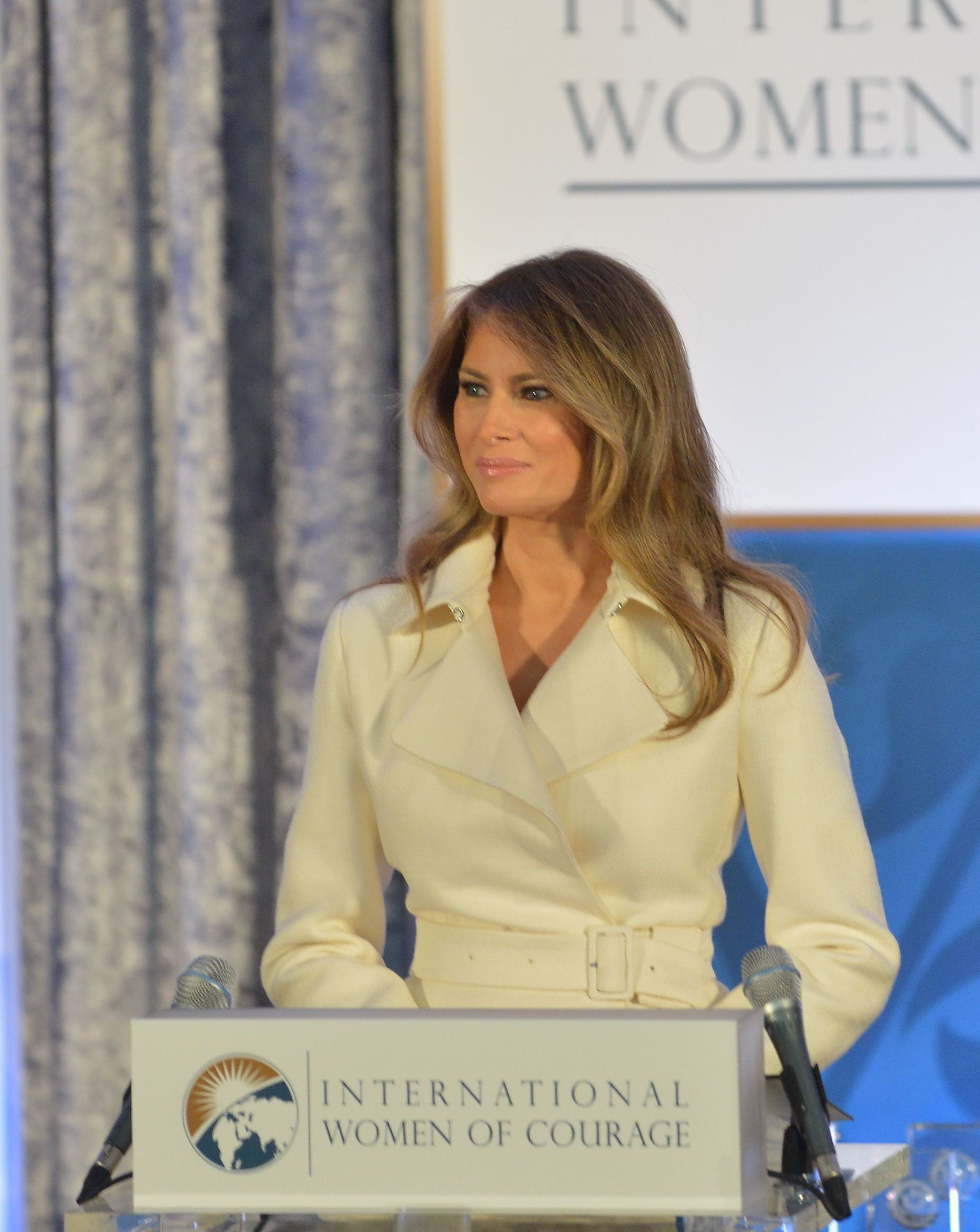
Melania Trump håller tal vid International Women of Courage Award, 2017.
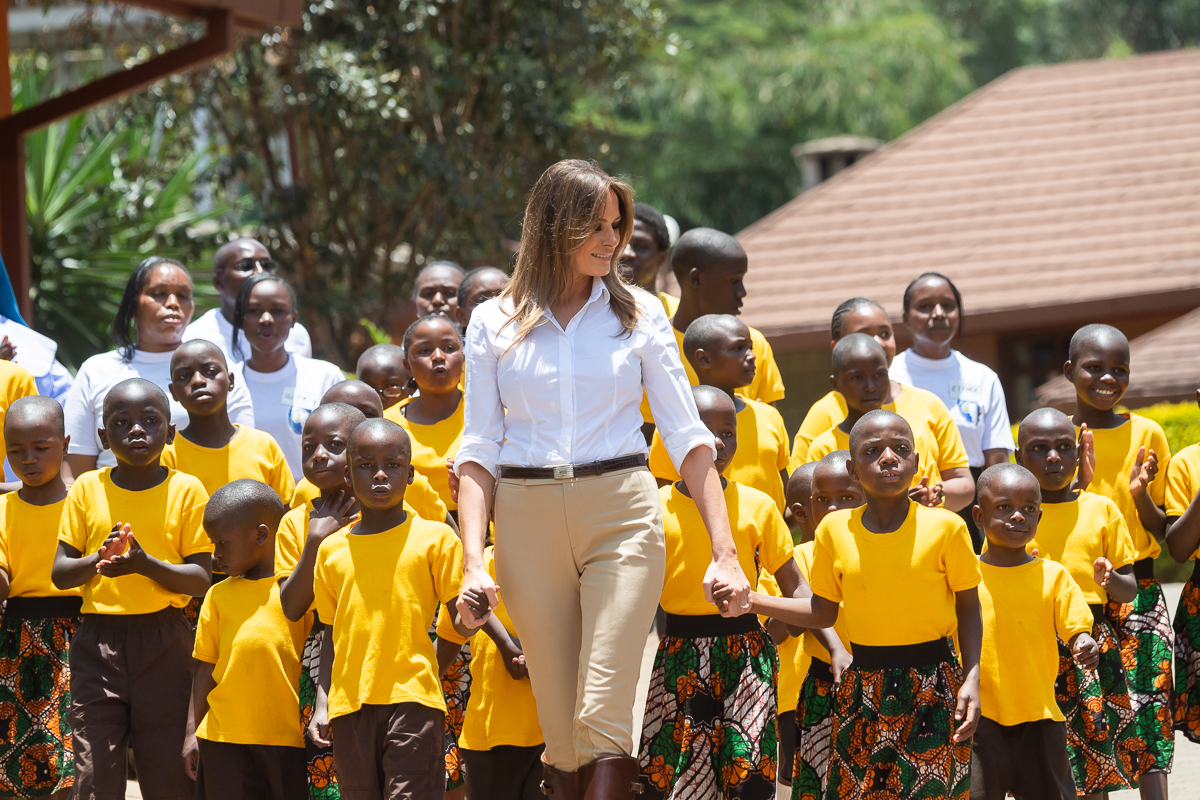
Melania Trump under besöket i Kenya i oktober 2018.
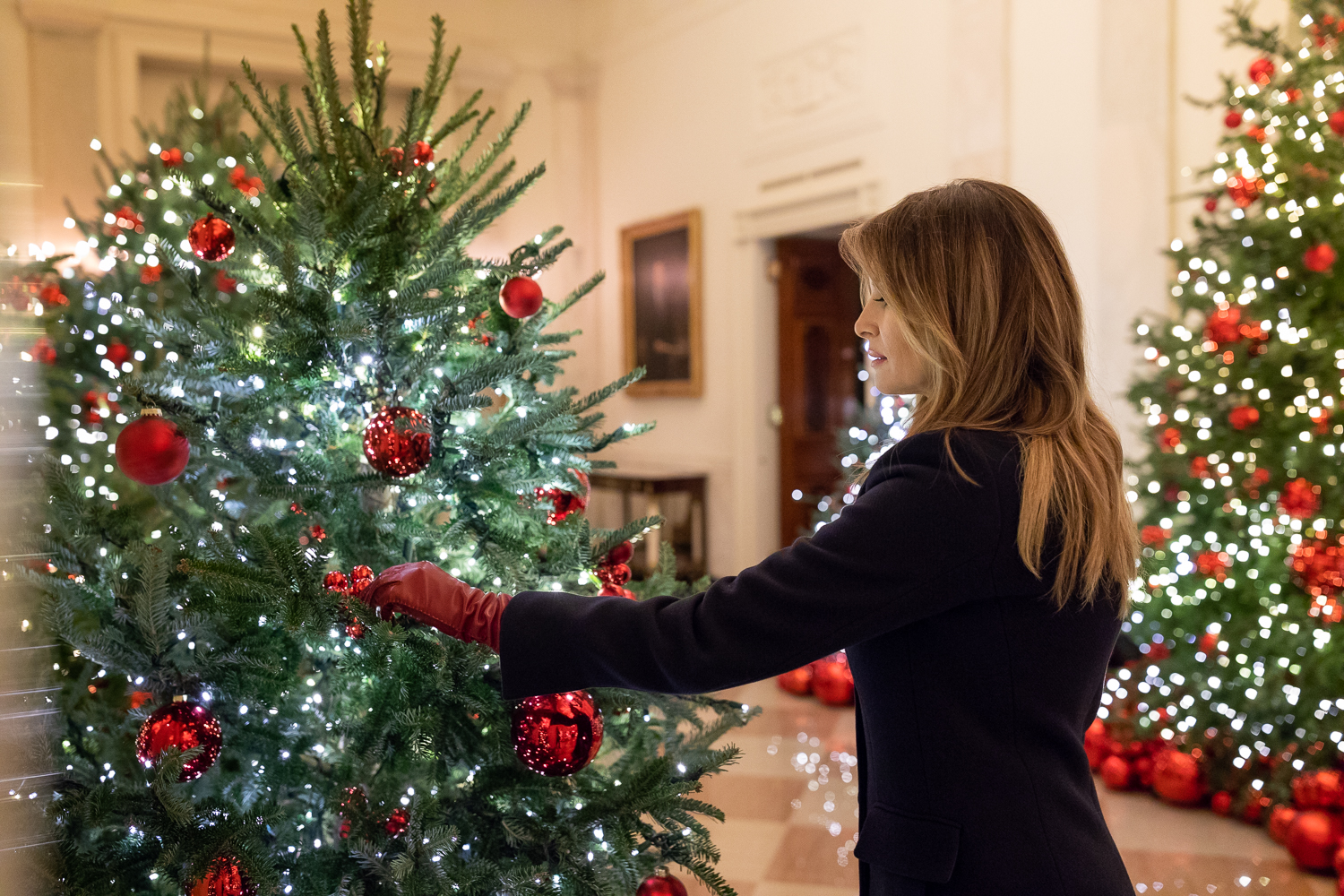
Melania Trump juldekorerar Vita huset, 2018.